# ジャック・シュヴァリエ級補給艦
ジャック・シュヴァリエ級補給艦（フランス語:bâtiments ravitailleurs de force）はフランス海軍の補給艦の艦級。当初、1番艦の引渡しは2022年後半を予定していたが、2023年に遅延した。

## 開発
2009年、フランス海軍は2009年から2014年の軍事調達法に基づきデュランス級の後継艦の検討を開始した。デュランス級は、船体の耐用年数及び現在の安全基準への不適合（二重船体ではない）ことから退役することとなった。この構想は”foote logistics”（FLOTLOG）と呼ばれ、2017年から2020年の間に代替される見通しが示された。
2010年、フランスのナバル・グループがBRAVEと呼ばれるプロジェクトを提案。FLOTLOGは2014年から2019年の調達法に引き継がれ、1番艦の発注は2019年に延期された。しかしSTXフランス社がフィンカンティエリ社に買収後、ナバルグループによるプロジェクトは破棄され、当時フィンカンティエリ社がイタリア海軍向けに建造していた補給艦「ブルカーノ」を基にした設計にすることとなった。FLOTLOGは2019年から2024年の調達法にさらに引き継がれた。
2019年1月30日、OCCARはアトランティック造船所とナバルグループに本級を4隻発注した。

## 設計
2番艦「ジャック・ストスコフ」では、艦橋ウイングにミストラル近距離対空ミサイル用のシンバド-RC発射機を装備するなど、設計が微改良されている。

## 同型艦
命名はフランス海軍の技術者に由来する。
| 艦番号 | 艦名                   | 起工            | 進水           | 就役           |
| ------ | ---------------------- | --------------- | -------------- | -------------- |
| A725   | ジャック・シュヴァリエ | 2021年 12月24日 | 2022年 4月29日 | 2023年 7月18日 |
|        | ジャック・ストスコフ   | 2022年 12月6日  | 2024年 8月19日 | 2025年 6月20日 |
|        | エミール・ベルタン     |                 |                | 2027年予定     |
|        | ギュスターヴ・ゼデ     |                 |                | 2029年予定     |